# Domenico D'Alise
Domenico D'Alise (Casoria, 16 giugno 1970 – Casoria, 3 giugno 2019) è stato un taekwondoka italiano.

## Carriera
Campione di arti marziali nella disciplina del taekwondo, D'Alise è stato vicecampione del mondo nel 1989 ed ha vinto una medaglia di bronzo alle Olimpiadi di Barcellona del 1992 nella categoria pesi gallo, classificandosi terzo a pari merito con il lottatore filippino Fernandez; essendo allora uno sport dimostrativo la medaglia non valse ad arricchire il medagliere dell'Italia.
Nel corso della sua carriera è stato 4 volte vincitore della Coppa Italia individuale, 7 volte campione d'Italia, 2 volte campione d'Europa (1988, 1989), 3 volte vicecampione d'Europa (1986, 1990, 1994) e vicecampione del mondo (1989), medaglia di bronzo alle Olimpiadi di Barcellona (1992), medaglia d'oro al torneo mondiale di Los Angeles (1993), medaglia d'oro all'Olimpic Festival (1995) e medaglia d'oro all'Open di Francia (1990).
Ha insegnato in una scuola di taekwondo, il Centro Azzurro di Casoria e Afragola.
È morto a 49 anni a Casoria dopo una breve malattia.